# سرگرمی خانگی برادران وارنر
سرگرمی خانگی برادران وارنر یک زیر مجموعه از بخش توزیع رسانه خانگی برادران وارنر و یک شرکت تابعه رسانه وارنر است.